# Blasek Gyöngyi
Blasek Gyöngyi (Temesvár, 1940. november 8. –) Aase-díjas magyar bábművész, színésznő.

## Életpályája
Háromszori próbálkozásra vették fel a Színművészeti Főiskolára. Közben dolgozott és pantomimezni tanult. Tanára javaslatára jelentkezett az Állami Bábszínházhoz, ahol kellékesként kezdte. 1966-ban végezte el a Bábszínészképző Tanfolyamot, azóta a színház tagja. 1992-től jogutódjának, a Budapest Bábszínháznak művésze. Sokoldalú karakterszínész, tanított a Bábszínészképző Tanfolyamon, a Színház- és Filmművészeti Egyetemen árnyjátékot oktat.
Pályáján megannyi izgalmas szerepet alakított gyermek és felnőtt előadásokon egyaránt. 1984-ben Állami Ifjúsági Díjat,  2006-ban Aase-díjat kapott. 2015-ben Magyar Arany Érdemkereszt kitüntetésben részesült, 2021-ben Gobbi Hilda Életműdíjjal tüntették ki.

### Családja
Férje Bánky Róbert, lányaik: Bánky Eszter (bábművész) és Bánky Veronika. Unokája Bánky Sára szintén bábművész.

## Fontosabb szerepei
- Hanna Januszewska – Tóth Eszter: A gyáva kistigris... címszerep
- Hans Christian Andersen – Szilágyi Dezső: A bűvös tűzszerszám... Banya
- Arany János – Gáli József: Rózsa és Ibolya... Ibolya
- Bánky Róbert – Dino Buzzati: Crescendo... Öregasszony
- Kodály Zoltán: Közjátékok... szólistaszámok
- Veronica Porumbacu – Viorica Filipoiu: Az elvarázsolt herceg... anyóka
- Viorica Ispirescu: A zöld császár lánya... Linka
- Alfred Jarry – Balogh Géza: Übü király... Medve; Vencel király
- L. Frank Baum – Tótfalusi István: Óz, a nagy varázsló... Totó kutya
- Örsi Ferenc: A Tenkes kapitánya... Csukma kutya
- James Matthew Barrie – Tótfalusi István – Balogh Géza – Pethő Zsolt: Pán Péter... Kispiszkos, gazdátlan kisfiú; Tigrisliliom
- Tóth Eszter: Terülj, terülj asztalkám!... csacsi; vendéglősné
- Urbán Gyula: Minden egér szereti a sajtot... Jozefina, papagáj
- Jonathan Swift – Kardos G. György: Guliver Liliputban... Csalcsali; Szender Szundi
- Giovannini Kornél – Kormos István: Vackor Mackó... Egyik bábos óvó néni
- Wolfgang Amadeus Mozart: Varázsfuvola... Pamina
- Pjotr Iljics Csajkovszkij: Diótörő... Marika; Mama
- Bálint Ágnes: Mi újság a Futrinka utcában?... Egerentyűné
- David Walliams: Gengszter nagyi... Ben nagyija, a „Fekete Macska”
- William Shakespeare: A vihar... Ariel

## Filmográfia
- Nyúl a cilinderben (1982)
- Dörmögőék kalandjai (sorozat) A madárfestők című rész (1987)
- Dörmögőék legújabb kalandjai (sorozat) A léggömbözők című rész (1991)
- Apró örömök (2009)

## Díjak, elismerések
- Állami Ifjúsági Díj (1984)
- Aase-díj (2006)
- Magyar Arany Érdemkereszt (2015)
- Gobbi Hilda-díj (2021)